# Carol W. Greider
Carolyn Widney "Carol" Greider (født 15. april 1961) er en amerikansk molekylærbiolog. Hun modtog i 2009 Nobelprisen i fysiologi eller medicin sammen med Elizabeth Blackburn og Jack W. Szostak for deres forskning om hvordan enderne af cellernes kromosomer er beskyttet imod nedbrydning af telomerer og enzymet telomerase.